# 去甲基腎上腺素—多巴胺釋放劑
去甲基腎上腺素-多巴胺釋放劑（Norepinephrine–dopamine releasing agent, NDRA）是一種藥物，可誘導腦中釋放去甲基腎上腺素（和腎上腺素）和多巴胺。
NDRA的例子包括苯乙胺、酪胺、苯丙胺、甲基苯丙胺、甲磺酸赖氨酸安非他命、卡西酮、甲卡西酮、丙基己二胺、苯甲嗎嗪、匹莫林、4-甲基氨基雷克斯和芐基哌嗪。
與之密切相關的一種藥物是去甲腎上腺素-多巴胺再吸收抑制劑（NDRI）。